# Ginnie Wade

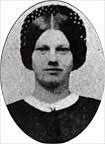
Ginnie Wade

Ginnie Wade, Jennie Wade, właśc. Mary Virginia Wade (ur. 21 maja 1843 w mieszkanka Gettysburgu, zm. 3 lipca 1863) – amerykańska szwaczka, jedyna osoba cywilna, która zginęła podczas bitwy pod Gettysburgiem.
Dom, w którym zginęła, jest popularną atrakcją turystyczną – nazywa się „Jennie Wade House”.

## Życiorys
Urodziła się w Gettysburgu. Wraz z matką, pracowała jako szwaczka w swoim domu przy Breckenridge Street, podczas gdy jej ojciec przebywał w zakładzie psychiatrycznym. Prawdopodobnie była zaręczona z Jackiem Skelly, kapralem z 87th Pennsylvania, zranionym dwa tygodnie wcześniej podczas walk w II bitwie o Winchester. Zmarł na skutek poniesionych ran 12 lipca 1863, nie wiedząc o śmierci swojej narzeczonej. Skelly i Wade byli przyjaciółmi od dzieciństwa, niektórzy historycy spekulują, że byli zaręczeni. Z korespondencji między nimi tylko jeden list przetrwał wojnę i nie posiadał podtekstu romantycznego.
Wraz z matką i dwoma młodszymi braćmi, opuściła swój dom, aby udać się do swojej siostry, Georgii Anny Wade McClellan zamieszkującej przy 528 Baltimore Street aby pomóc jej przy nowo narodzonym dziecku. Było to 1 lipca 1863, podczas pierwszego dnia bitwy pod Gettysburgiem. Ponad 150 pocisków trafiło w dom McClellan na skutek toczących się walk.
Około 8:30, 3 lipca, Wade ugniatała ciasto na chleb, kiedy to pocisk typu Minié przeszył drzwi wejściowe domu jej siostry i zabił ją. Pocisk trafił w lewą łopatkę, przeszył serce i utknął w jej gorsecie. Zginęła na miejscu. Mimo że nie ma pewności, która strona oddała fatalny strzał, niektórzy autorzy sugerują, że był to nieznany snajper Armii Konfederackiej.
Wkrótce potem, trzech żołnierzy Unii odnalazło ciało i tymczasowo pogrzebało je za domem w ogródku. Ułożono ją w trumnie pierwotnie przeznaczonej dla oficera Armii Konfederatów. W styczniu 1864 roku, jej ciało zostało przeniesione na cmentarz German Reformed Church przy Stratton Street. 4 lipca jej matka upiekła 15 bochenków chleba z ciasta, które Ginnie wcześniej ugniotła.

## Pomnik

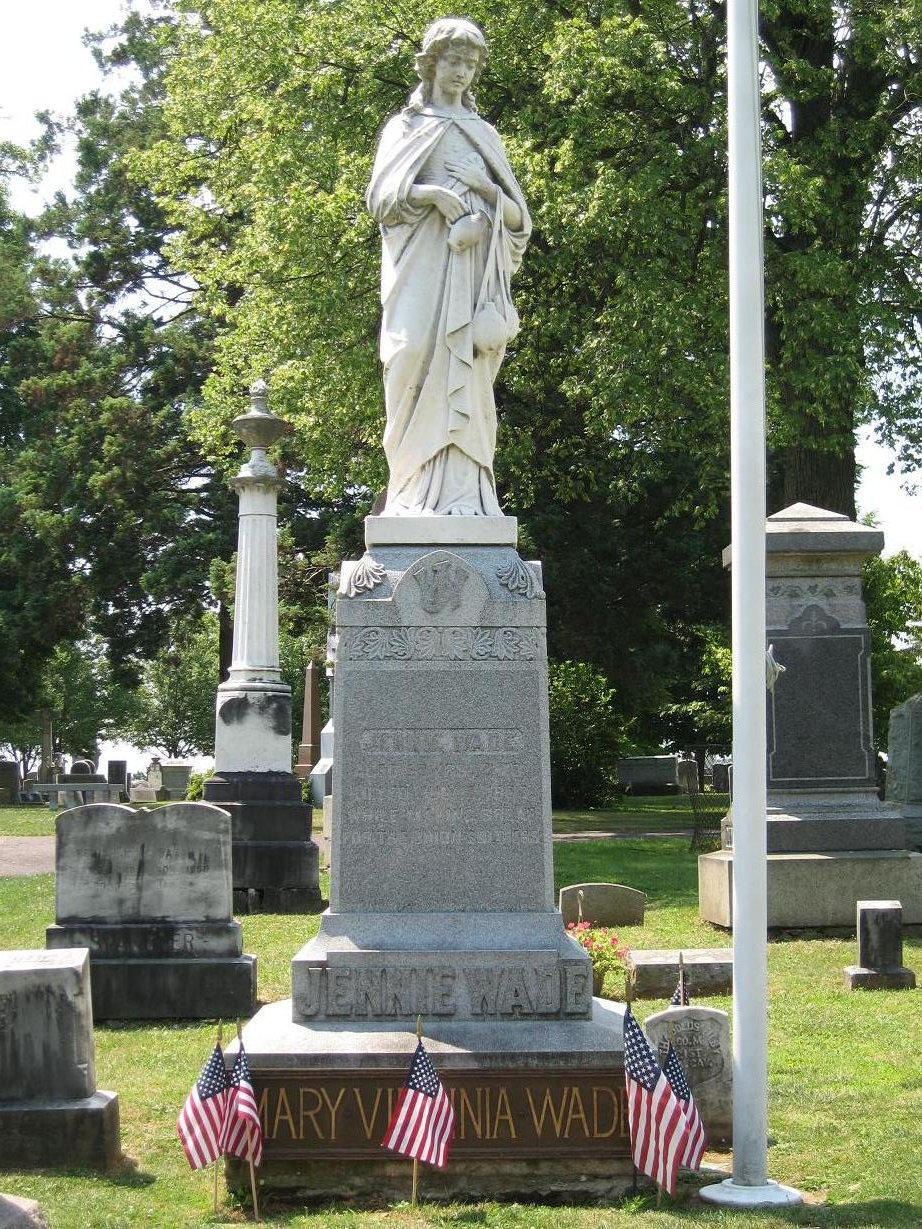

W listopadzie 1865, ciało Ginnie Wade zostało ponownie pogrzebane na cmentarzu Evergreen Cemetery przy grobie Jacka Skelly. Pomnik ku jej czci zaprojektowała mieszkanka Gettysburga Anna M. Miller, który postawiono w 1900 roku i przy którym powiewa na stałe flaga Stanów Zjednoczonych. Poza jej grobem, wieczna flaga na cmentarzu Evergreen Cemetery powiewa również przy grobie Johna Burnsa weterana wojny brytyjsko-amerykańskiej i bitwy pod Gettysburgiem.
Drugim miejscem poświęconym kobiecie, przy którym wiecznie powiewa flaga Stanów Zjednoczonych, jest dom Betsy Ross w Filadelfii.